# Oedaspis amani
Oedaspis amani är en tvåvingeart som beskrevs av Amnon Freidberg och Moises Kaplan 1992. Oedaspis amani ingår i släktet Oedaspis och familjen borrflugor. Inga underarter finns listade i Catalogue of Life.